# Ататюрк (площадь, Никосия)

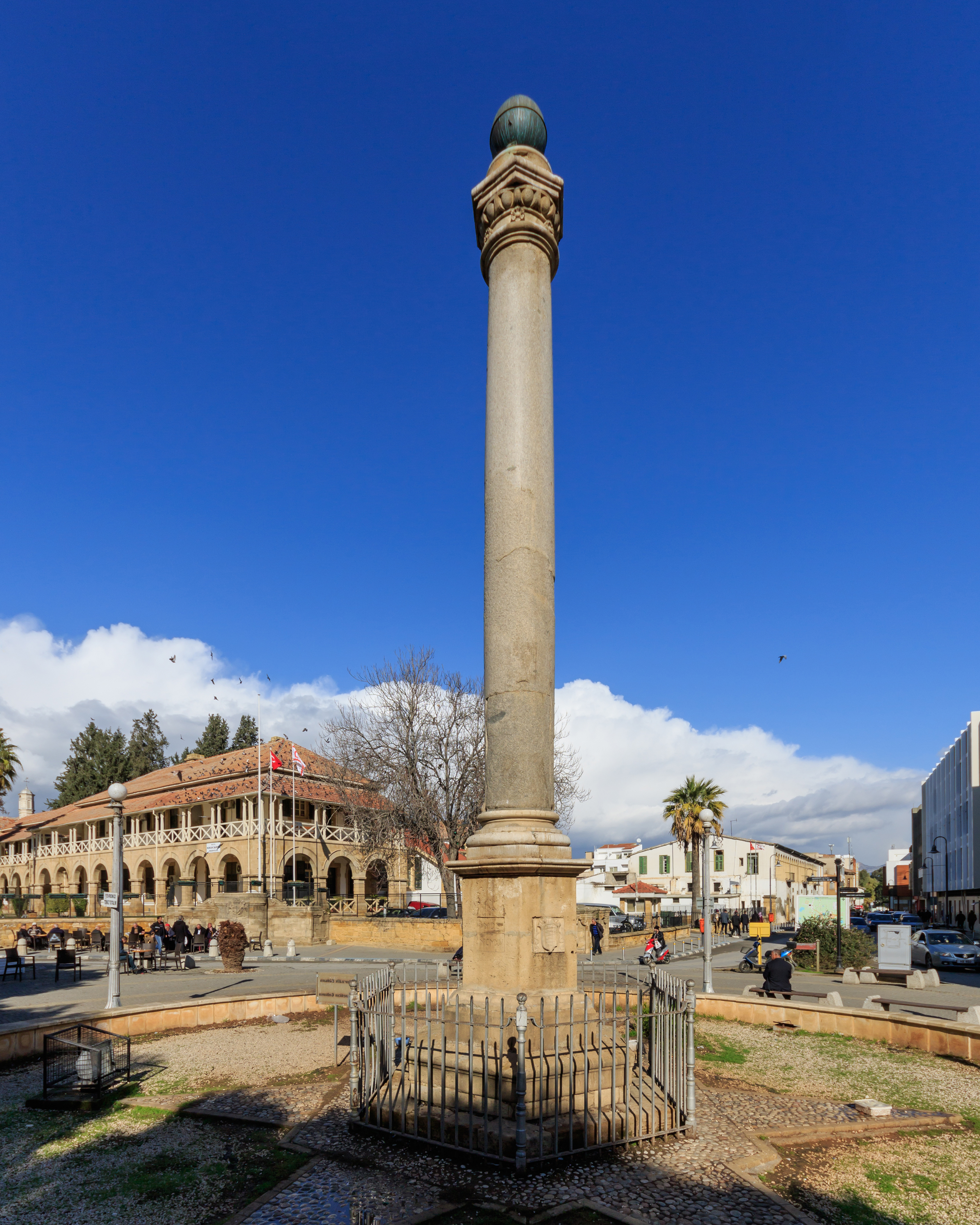
Венецианская колонна на площади Ататюрка.

Площадь Ататюрка (тур. Atatürk Meydanı), также известная как Сарайоню, — центральная площадь Северной Никосии, турецкой части Никосии и столицы частично признанной Турецкой Республики Северного Кипра. Также она называлась «площадью Конак» (с турецкого переводится как «площадь особняков») в последние годы британского правления на острове.
Ранее здесь располагался королевский дворец династии Лузиньянов, позднее подвергшийся перестройки и ставший Палаццо-дель-говерно, резиденцией венецианских и османских наместников Кипра. В нём также располагался турецкий суд. В 1904 году этот дворец был снесён, и на его месте теперь располагается пешеходная зона.
На северной стороне площади находится фонтан, воздвигнутый во время османского правления. Кроме того, здесь располагаются здания суда, почтовое отделение, полицейский участок, а также ряд банков.

## Венецианская колонна
Венецианская колонна была привезена в 1550 году с руин города Саламин и установлена на площади. Колонна состоит из гранита и считается, что она являлась частью храма Зевса в Саламине. Основание колонны украшено гербами знатных венецианских семей, живших на Кипре. В 1570 году турки в ознаменование своей победы и захвата острова снесли колонну, и она была восстановлена на прежнее место лишь в 1915 году англичанами. Скульптура льва святого Марка, некогда венчавшая колонну, бесследно исчезла, теперь на её месте располагается медный глобус.